# Cantone di Pamiers-1
Il Cantone di Pamiers-Ouest è una divisione amministrativa dell'arrondissement di Pamiers.
È stato costituito a seguito della riforma approvata con decreto del 18 febbraio 2014, che ha avuto attuazione dopo le elezioni dipartimentali del 2015, ridefinendo il soppresso cantone di Pamiers-Ouest e aggregandovi i comuni di Artix e di Rieux-de-Pelleport.

## Composizione
Comprende parte della città di Pamiers e i 14 comuni di:
- Artix
- Benagues
- Bézac
- Escosse
- Lescousse
- Madière
- Rieux-de-Pelleport
- Saint-Amans
- Saint-Bauzeil
- Saint-Jean-du-Falga
- Saint-Martin-d'Oydes
- Saint-Michel
- Saint-Victor-Rouzaud
- Unzent